# Економіка Словенії
Словенія — одна з найкраще промислово розвинених республік колишньої Югославії. Колись більшість доходів приносив туризм, зараз — промисловість і сільське господарство.

## Економічні показники
Валовий Національний Продукт у 2013 році: 46.9 млрд дол. США
ВВП на мешканця: 22 980 дол. США (2013)
Структура ВВП за видами діяльності в 2013 році була наступною:
- Землеробство, лісівництво і рибальство — 2 %
- Промисловість та будівництво — 32 %
- Послуги і решта видів діяльності — 66 %

Економічне зростання в 2005—2010 рр становило 1.8 %
Інфляція: 1.8 % (2013)
Населення працездатного віку становить 44,35 % від загальної кількості населення(1999)
Структура зайнятих за видами діяльності формується таким чином (1998):
- Землеробство, лісівництво і рибальство — 2,5 %
- Промисловість та будівництво — 55,5 %
- Послуги та інші види діяльності — 42 %
- Рівень безробіття: 11,5 %(2001)

Експортується перероблена продукція, машини і транспортні засоби, хімічні вироби і продукти харчування. Експорт йде до Німеччини 27,2 %, Хорватії 7,9 %, Австрії 7,5 %, Франції 7,1 %, Італії 13,6 % (2000).
Імпортується: машини і транспортні засоби, перероблені товари, товари хімічної промисловості, паливо, продукти харчування. Головними імпортерами є: Франція 10,3 %, Італія 17,4 %, Росія, Німеччина 19 %, Хорватія 4,4 %, Угорщина (2000)
Торговельний баланс: експорт: 9,2 млрд дол. США, імпорт: 9,9 млрд дол. США (2001)